# Liste der Kulturdenkmale in Buhla
Die Liste der Kulturdenkmale in Buhla umfasst die als Ensembles, Einzeldenkmale und Bodendenkmale erfassten Kulturdenkmale in der thüringischen Gemeinde Buhla und ihrer Ortsteile (Stand: 11. Februar 2025).
Die Angaben in der Liste ersetzen nicht die rechtsverbindliche Auskunft der zuständigen Denkmalschutzbehörde.

## Legende
- Bild: zeigt ein Bild des Kulturdenkmals und gegebenenfalls einen Link zu weiteren Fotos des Kulturdenkmals im Medienarchiv Wikimedia Commons
- Bezeichnung: Name, Bezeichnung oder die Art des Kulturdenkmals
- Lage: Wenn vorhanden Straßenname und Hausnummer des Kulturdenkmals; Grundsortierung der Liste erfolgt nach dieser Adresse. Der Link Karte führt zu verschiedenen Kartendarstellungen und nennt die Koordinaten des Kulturdenkmals.
 Kartenansicht, um Koordinaten zu setzen – in dieser Kartenansicht sind Kulturdenkmale ohne Koordinaten mit einem roten bzw. orangen Marker dargestellt und können in der Karte gesetzt werden. Kulturdenkmale ohne Bild sind mit einem blauen bzw. roten Marker gekennzeichnet, Kulturdenkmale mit Bild mit einem grünen bzw. orangen Marker.
- Datierung: gibt das Jahr der Fertigstellung beziehungsweise das Datum der Erstnennung oder den Zeitraum der Errichtung an
- Beschreibung: bauliche und geschichtliche Einzelheiten des Kulturdenkmals, vorzugsweise die Denkmaleigenschaften
- ID: Die ID identifiziert das Kulturdenkmal eindeutig. In Thüringen sind aktuell keine IDs veröffentlicht. In der ID-Spalte kann sich auch folgendes Icon  befinden, dies führt zu Angaben zu diesem Kulturdenkmal bei Wikidata.

## Einzeldenkmale

### Ascherode
| Bild                                    | Bezeichnung                                         | Lage                                | Datierung | Beschreibung | ID |
| --------------------------------------- | --------------------------------------------------- | ----------------------------------- | --------- | ------------ | -- |
| Direkt Bild zu diesem Denkmal hochladen | Kirche mit Ausstattung / Ev. Pfarrkirche St. Paulus | Dorfstraße Flur 1 / Flurstück(e) 29 |           |              |    |

### Buhla
| Bild                                    | Bezeichnung                                                       | Lage                                                 | Datierung | Beschreibung | ID |
| --------------------------------------- | ----------------------------------------------------------------- | ---------------------------------------------------- | --------- | ------------ | -- |
| Direkt Bild zu diesem Denkmal hochladen | Herrenhaus mit Ausstattung, Park und Einfriedung                  | Friedensstraße 5 Flur 1 / Flurstück(e) 657           |           |              |    |
| Direkt Bild zu diesem Denkmal hochladen | Gehöft                                                            | Gänsemarkt 3 Flur 1 / Flurstück(e) 754               |           |              |    |
| Direkt Bild zu diesem Denkmal hochladen | Scheune und Stallgebäude                                          | Haynröder Straße 12 Flur 1 / Flurstück(e) 635        |           |              |    |
| Direkt Bild zu diesem Denkmal hochladen | Gehöft                                                            | Haynröder Straße 2 Flur 1 / Flurstück(e) 641         |           |              |    |
| Direkt Bild zu diesem Denkmal hochladen | Wohnhaus                                                          | Karl-Marx-Straße 10 Flur 1 / Flurstück(e) 769        |           |              |    |
| Direkt Bild zu diesem Denkmal hochladen | Wohnhaus und Wirtschaftsgebäude                                   | Karl-Marx-Straße 18 Flur 1 / Flurstück(e) 780        |           |              |    |
| Direkt Bild zu diesem Denkmal hochladen | Wohnhaus                                                          | Karl-Marx-Straße 22 Flur 1 / Flurstück(e) 782        |           |              |    |
| Direkt Bild zu diesem Denkmal hochladen | Gehöft                                                            | Karl-Marx-Straße 33 Flur 1 / Flurstück(e) 698        |           |              |    |
| Direkt Bild zu diesem Denkmal hochladen | Schule                                                            | Karl-Marx-Straße 8 Flur 1 / Flurstück(e) 762         |           |              |    |
| weitere Bilder Fotos hochladen          | Kirche mit Ausstattung und Kirchhof / Ev. Filialkirche St. Petrus | Kirchstraße o. Nr. Flur 1 / Flurstück(e) 763 (Karte) |           |              |    |

## Bodendenkmale

### Ascherode
| Bild                                    | Bezeichnung                     | Lage | Datierung | Beschreibung | ID |
| --------------------------------------- | ------------------------------- | --- | --------- | ------------ | -- |
| Direkt Bild zu diesem Denkmal hochladen | Kalte Warte, Warte am Warteberg | Auf dem Kamm eines in westsüdwestlicher Richtung verlaufenden Bergrückens, ca. 1,2 km südl. von Ascherode. Flur 2 / Flurstück(e) 14/29, 14/30, 14/31                                                                                         |           |              |    |
| Direkt Bild zu diesem Denkmal hochladen | Landwehr am Knick               | Die Landwehr beginnt am Südhang des Hubenberges und setzt sich nach Süden in unterschiedlichem Erhaltungszustand bis zu dem Bachlauf nördl. der Kalten Warte fort. Flur 2 / Flurstück(e) 14/86, 14/87; 14/89; 20/8; 25/1; 25/2, 14/88, 14/90 |           |              |    |